# 瓦磘里兒童遊樂區廣場
瓦磘里兒童遊樂區廣場是中和區瓦磘里的社區鄰里公園，位於瓦磘溝畔，中山路二段（屬中和區）與一段（屬永和區）交界之雙和橋旁，簡稱「瓦磘兒童公園」。

## 歷史演變
原公園於臺北縣中和市升格前已闢建，公園內原有「瓦磘里兒童遊樂區廣場」之牌面，升格新北市後經「新北市瓦磘溝整治暨環境營造計畫」於原地整建更新，增設體健設施，已不見原有公園名稱牌面，而於中山路二段側另設置「親清瓦磘溝 水水綠雙和」之文字。

## 設施
- 兒童遊戲區：
- 成人健身區：Royal Torso-Twist（雙人扭腰器）、Royal Arm-Rotation（雙人肩關節康復器）
- 植栽景觀區：
  - 喬木：榕樹、小葉欖仁、台灣欒樹、黃連木、緬梔、玉蘭、茄冬
  - 灌木：翠盧莉
  - 草坪

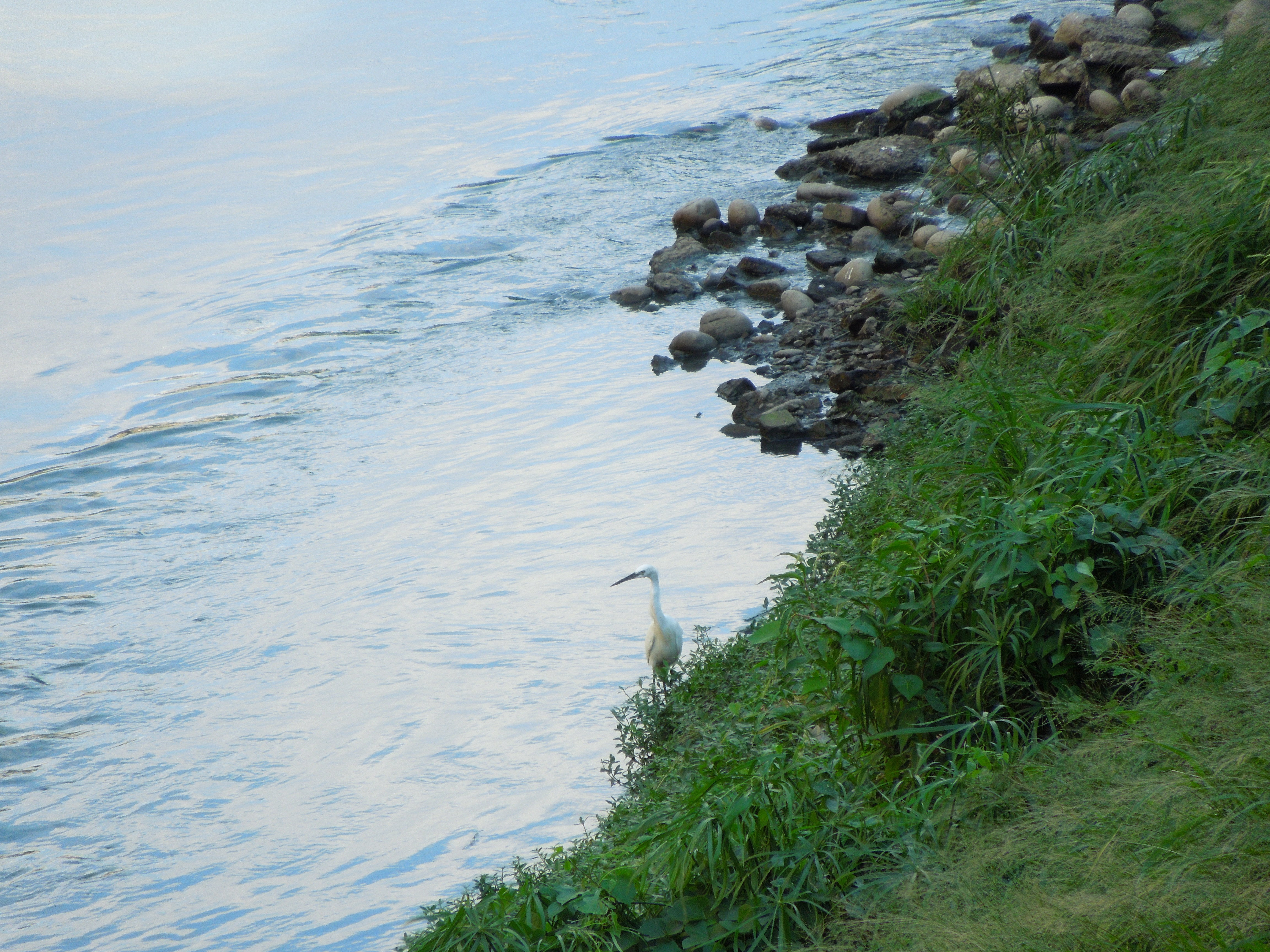
由瓦磘里兒童遊樂區廣場看過去的瓦磘溝
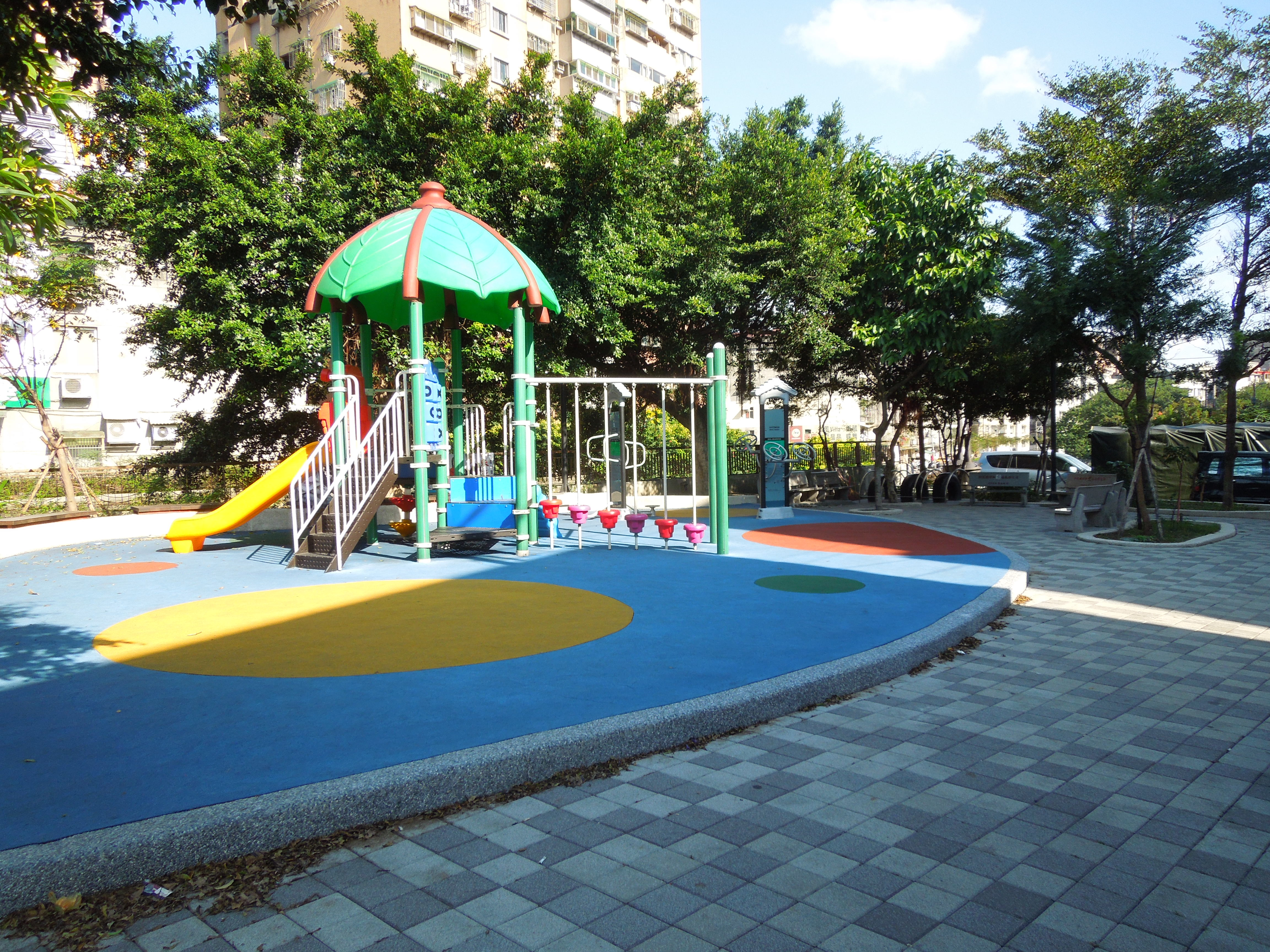
瓦磘里兒童遊樂區廣場
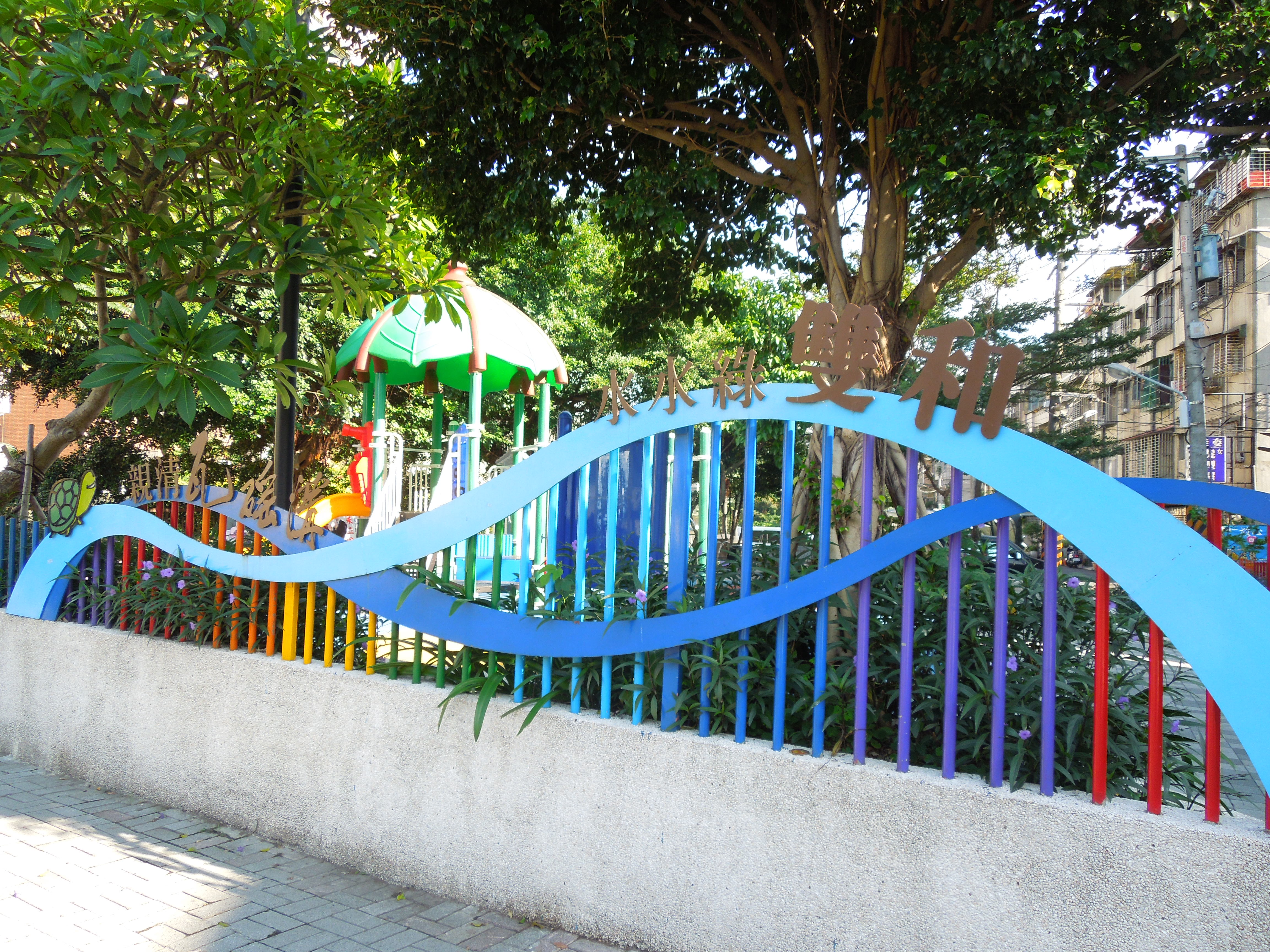
瓦磘里兒童遊樂區廣場的中山路側文字寫著親清瓦磘溝 水水綠雙和